# 北蜂鸟属
北蜂鸟属（学名：Archilochus）为蜂鸟科的一个属。

## 下属物种
本属包括以下物种：
- 黑颏北蜂鸟 Archilochus alexandri (Bourcier & Mulsant, 1846)
- 红喉北蜂鸟 Archilochus colubris (Linnaeus, 1758)[2]